# Чикунгуња грозница
Чикунгуња грозница (ЧГ)(Chikungunya fever) je вирусно обољење које узрокује вирус рода Alphavirus На човека га преносе искључиво заражени комарци из рода Аеdes. Главни симптоми болести су висока температура и болови по целом телу, главобоља, болови у мишићима, оспа и стомачне тегобе које могу трајати и до неколико месеци. Тешки симптоми и смртни случајеви од чикунгуње су ретки и обично су повезани са другим удруженим здравственим проблемима.

## Назив
Име грознице потиче од речи chikungunya (чикунгуња) која на језику Кимаконде (Свахили) у преводу значи „постати изобличен“.

## Епидемиологија
Епидемије грознице, осипа и артритиса, које подсећају на чикунгуња грозницу, забележене су још 1824. године у Индији и другде. Међутим, вирус је први пут изолован  код људи и код комараца током епидемије грознице за коју се сматрало да се клинички не разликује од денга грознице. у Уједињеној Републици Танзанији 1952. године, а потом и у другим земљама Африке и Азије.
Чикунгуња грозница је кроз историју показала занимљиве епидемиолошке профиле: велике епидемије се појављују и нестају циклично, обично са међуепидемијским периодом од 7-8 година, а понекад и до 20 година. Урбане епидемије су први пут забележене на Тајланду 1967. и у Индији 1970-их. Након дужег периода одсуства, епидемија чикунгуња грознице појавила се у Индонезији 1999. године.
Од 2004. године, епидемије Чикунгуња грознице постале су све чешће и распрострањеније, делимично узроковане вирусним адаптацијама које омогућавају лакше ширење вируса од комараца Аедес албопиктус
Нови случајеви Чикунгуња грознице регистровани су крајем 2013. године на острву Свети Мартин (Француска) и до 19. јуна. 2014. године пријављено је укупно 180.000 случајева овог обољења, са 19 смртних исхода, у преко 60 земаља широм света. Највише оболелих пријављила је Доминиканска Република (77.320), острва Гвадалупе (40.400) и Мартиник (37.600).
У Европи су пријављени случајеви у Француској (3.430), Холандији (325), Великој Британији (20), Италији и Шпанији.
До сада је болест идентификован у преко 110 земаља у Азији, Африци, Европи и Америци. Пренос је прекинут на острвима где је велики део популације прво заражен, а затим постао имун.  Преношење вируса често дуже траје у земљама у којима велики делови становништва још увек нису заражени. Сви региони са успостављеном популацијом комараца Аедес аегипти или Аедес албопицтус до сада су прошли кроз локални пренос комараца.

## Етиопатогенеза
Чикунгуња грозница је вирусна болест коју најчешће преносе комарци  Aedes (Stegomyia) aegypti и Aedes (Stegomyia) albopictus заражени Чикунгуња вирусом  (CHIKV), РНК вирусом из рода алфавируса из породице Тогавиридае. Ови комарци такође могу пренети вирусе денга и Зика вируса. Ови комарци који уједају првенствено током дана, полажу јаја у посуде са стајаћом водом, а хране се на отвореном, изузев Aedes (Stegomyia) aegypti који се храни иу затвореном простору.
Када се неинфицирани комарац храни крвљу особом која има у себи Чикунгуња вирус који циркулише у крви, комарац може прогутати вирус. Вирус се затим умножава у комарцу током неколико дана, и потом долази до његових пљувачних жлезда и може се пренети на новог људског домаћина када их комарац убоде. Вирус поново почиње да се умножава у овој новозараженој особи и достиже високе концентрације у његовој крви, и у ком тренутку и та особа може даље да инфицира друге комарце и тиме продужи циклус преноса болести.

## Клиничка слика
Већина људи заражених Чикунгуња вирусом развија симптоме ваирусне инфекције,који обично почињу 3-7 дана након убода од стране заражени комарац.
Најчешћи симптоми су грозница и бол у зглобовима. Остали симптоми могу укључивати главобољу, бол у мишићима, отицање зглобова или оспа.
Људи у ризику од тежег облика болести укључују:
- новорођенчад заражену око времена рођења,
- старије одрасле особе (≥65 година)
- особе са здравственим стањима као што су висок крвни притисак, шећерна болест или срчана обољења.

Већина пацијената се осећа боље у року од недељу дана. Међутим, бол у зглобовима који је често јак и онеспособљавајући и може трајати месецима.
Смрт изазвана Чикунгуња грозницом је ретка. Изутак чине новорођенчад заражена током порођаја и старији људи са основним здравственим стањима који се могу се озбиљно разболети и код њих инфекција може повећати ризик од смрти.

## Дијагноза
Карактеристичан клинички знак је јака осетљивост у једном или два зглоба.  У рутинским лабораторијским тестовима налазе се неспецифичне промене као што су:
- смањење броја лимфоцита (лимфопенија),
- смањење броја броја тромбоцита (тромбоцитопенија),
- смањење бројаброја црвених крвних зрнаца (анемија)
- повећање различитих ензима у серум (нарочито ЛДХ, АСАТ, АЛАТ и ЦК).
- благо повишена вредност Ц-реактивног протеина (ЦРП)
- присутво ИгМУ антитела (у већини случајева), неколико дана након појаве болести,
- пораст ИгГ антитела (често).

За откривање антитела доступне су различите серолошке методе као што су ЕЛИСА, имунофлуоресценција, неутрализација и тестови инхибиције хемаглутинације.
У првим данима болести, вирусна РНК се такође може открити директно у крви помоћу РТ-ПЦР или култивације вируса у ћелијској култури.

### Диференцијална дијагноза
Посебно, разлика од денга грознице може изазвати проблеме, пошто се географско ширење обе болести у великој мери преклапа и обе болести се не могу јасно разликовати на основу симптома.
Симптоме сличне чикунгуња грозници може изазвати и ређа О'нионг-нионг грозница, која је посебно ограничена на источну Африку.
У прогресивном облику са дуготрајним тегобама у зглобовима у пределу шака, болест се може погрешно протумачити као реуматоидни артритис .

## Терапија
Тренутно не постоји вакцина за превенцију или лек за лечење чикунгуније.тако да је терапија примарно симптоматска:
- одмор,
- унос доста течности,
- лекови против болова који могу ублажити неке од симптома,
- антипиретици (нпр ацетаминофен или парацетамол) за смањење повишене телесне температуре и бололова у мишићима.

Не препоручују се узимање аспирина и друге нестероидне антиинфламаторних лекова (НСАИДС) док се не искључи денга грозница како би се смањио ризик од крварења.

## Прогноза
Чикунгунгуња грозница није инфекција опасна по живот. Обично је довољан симптоматски третман за ублажавање бола и грознице употребом антиинфламаторних лекова уз одмор, за потпуни опоравак.
Међутим док је опоравак од чикунгуње очекивани исход болести, реконвалесценција може бити продужена (до годину дана или више), у облику упорног бола у зглобовима, што може захтевати дужу употребу аналгетика (лекови против болова) и дуготрајну антиинфламаторну терапију.
Већина пацијената се потпуно опоравља од инфекције; међутим, пријављени су повремени случајеви очних, срчаних и неуролошких компликација инфекција вирусом.
Када се појединац опорави, доступни докази сугеришу да ће вероватно бити имуни на будуће инфекције.

## Превенција
Особе оболеле од Чикунгуња грознице треба заштититити од убода комараца током прве недеље болести, јер се у том периоду вирус Чикунгуња грознице који се налази у крви може пренети са заражене особе на комарце путем уједа, а потом тако заражени комарац може пренети вирус на друге људе.
Једине превентивне противмере које су до сада биле ефикасне су борба против комараца, затворена одећа, спреј против комараца и мреже против комараца. Борба против комараца у тропским регионима је тешка, јер се ови инсекти појављују посебно током кишне сезоне где је хемијска контрола тешко могућа без наношења трајне штете фауни .
У кућама је могућа превенција уклањањем стајаћих акумулација воде, јер то отежава размножавање комараца као вектора.

### Вакцина
Тренутно не постоји одобрена вакцина за превенцију ове болести. Међутим, француски истраживачи су планирали да почну да тестирају резус мајмуне 2008. године користећи постојећу вакцину америчке војске. Институт за медицинска истраживања инфективних болести војске Сједињених Америчких Држава већ је развио вакцину 1980-их и складиштио замрзнуте десетине милиона јединица. Међутим, амерички истраживачи више нису тражили званично одобрење након што су се приоритети њиховог рада променили.
Валнева, француски епидемиолошки истраживачки институт са седиштем у Сент Ерблену, објавио је почетком марта 2022. да је успешно завршена фазе 3 кључног испитивања  њеног кандидат за вакцину чикунгуња ВЛА1553 . Коначна анализа је показала жељену имунолошку заштиту код 98,9% од више од 4.000 учесника студије након месец дана и 96,3% шест месеци након појединачне вакцинације. Валнева сада предвиђа да ће процес подношења захтева за Америчку администрацију за храну и лекове (ФДА) почети у другом кварталу 2022.